# Euploea aesatia
Euploea aesatia är en fjärilsart som beskrevs av Hans Fruhstorfer 1910. Euploea aesatia ingår i släktet Euploea och familjen praktfjärilar. Inga underarter finns listade i Catalogue of Life.